# Tour de Corse 1984
Le Tour de Corse 1984 (28e Tour de Corse), disputé du 3 au 5 mai 1984, est la cent-vingt-huitième manche du championnat du monde des rallyes (WRC) courue depuis 1973, et la cinquième manche du championnat du monde des rallyes 1984. C'est également la quatrième manche du championnat de France des rallyes 1984.

## Contexte avant la course

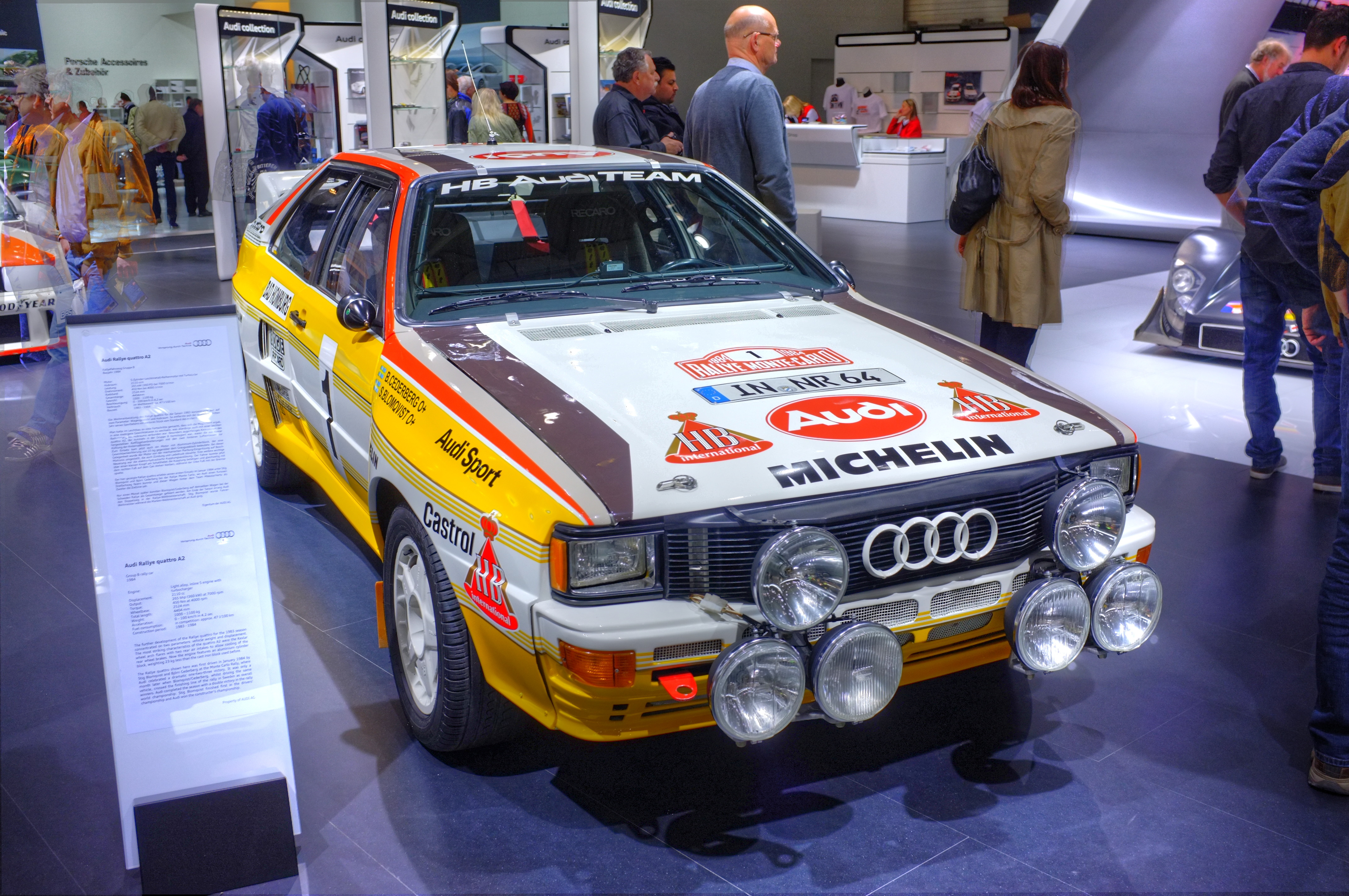
Les premières manches de la saison 1984 ont été favorables aux Audi Quattro.

### Le championnat du monde
Ayant succédé en 1973 au championnat international des marques (en vigueur de 1970 à 1972), le championnat du monde des rallyes comprend généralement une douzaine manches, comprenant les plus célèbres épreuves routières internationales, telles le Rallye Monte-Carlo, le Safari ou le RAC Rally. Depuis 1979, le championnat des constructeurs a été doublé d'un championnat pilotes, ce dernier remplaçant l'éphémère Coupe des conducteurs, organisée à seulement deux reprises en 1977 et 1978. Le calendrier 1984 intègre douze manches pour l'attribution du titre de champion du monde des pilotes mais seulement dix sélectives pour le championnat des marques (le Rallye de Suède et le Rallye de Côte d'Ivoire en étant exclus). Les épreuves sont réservées aux catégories suivantes :
- Groupe N : voitures de grande production de série, ayant au minimum quatre places, fabriquées à au moins 5000 exemplaires en douze mois consécutifs ; modifications très limitées par rapport au modèle de série (bougies, amortisseurs).
- Groupe A : voitures de tourisme de grande production, fabriquées à au moins 5000 exemplaires en douze mois consécutifs, avec possibilité de modifications des pièces d'origine ; poids minimum fonction de la cylindrée.
- Groupe B : voitures de grand tourisme, fabriquées à au moins 200 exemplaires en douze mois consécutifs, avec possibilité de modifications des pièces d'origine (extension d'homologation portant sur 10% de la production[3]).

Ayant remporté le titre constructeurs en 1983 face à Audi, les Lancia Rally 037 ont été en ce début de saison dominées par les coupés Quattro du constructeur allemand, qui se sont imposés au Rallye Monte-Carlo avec Walter Röhrl ainsi qu'au Portugal grâce à Hannu Mikkola. Après les trois premières manches, Audi mène le championnat avec douze points d'avance sur la marque italienne, tandis que Mikkola est en tête du classement des pilotes devant son coéquipier Stig Blomqvist. N'ayant prévu de disputer que cinq épreuves cette année, Peugeot effectue en Corse sa rentrée au niveau mondial avec la très attendue 205 Turbo 16, aux mains d'Ari Vatanen et de Jean-Pierre Nicolas.

### L'épreuve
Surnommé le « rallye aux dix mille virages », le Tour de Corse fut créé en 1956 à l'initiative du comte Peraldi et du docteur Jean Sermonard (alors respectivement présidents de l'Automobile Club de Corse et du syndicat d'initiative d'Ajaccio). Les difficultés du parcours ont rapidement valu à cette épreuve une renommée internationale. Intégré au championnat d'Europe en 1970, le Tour de Corse figure au calendrier du championnat du monde depuis sa création en 1973. S'étant imposé à six reprises entre 1970 et 1981, Bernard Darniche y détient le record de victoires.

## Le parcours
- départ : 3 mai 1984 d'Ajaccio
- arrivée : 5 mai 1984 à Ajaccio

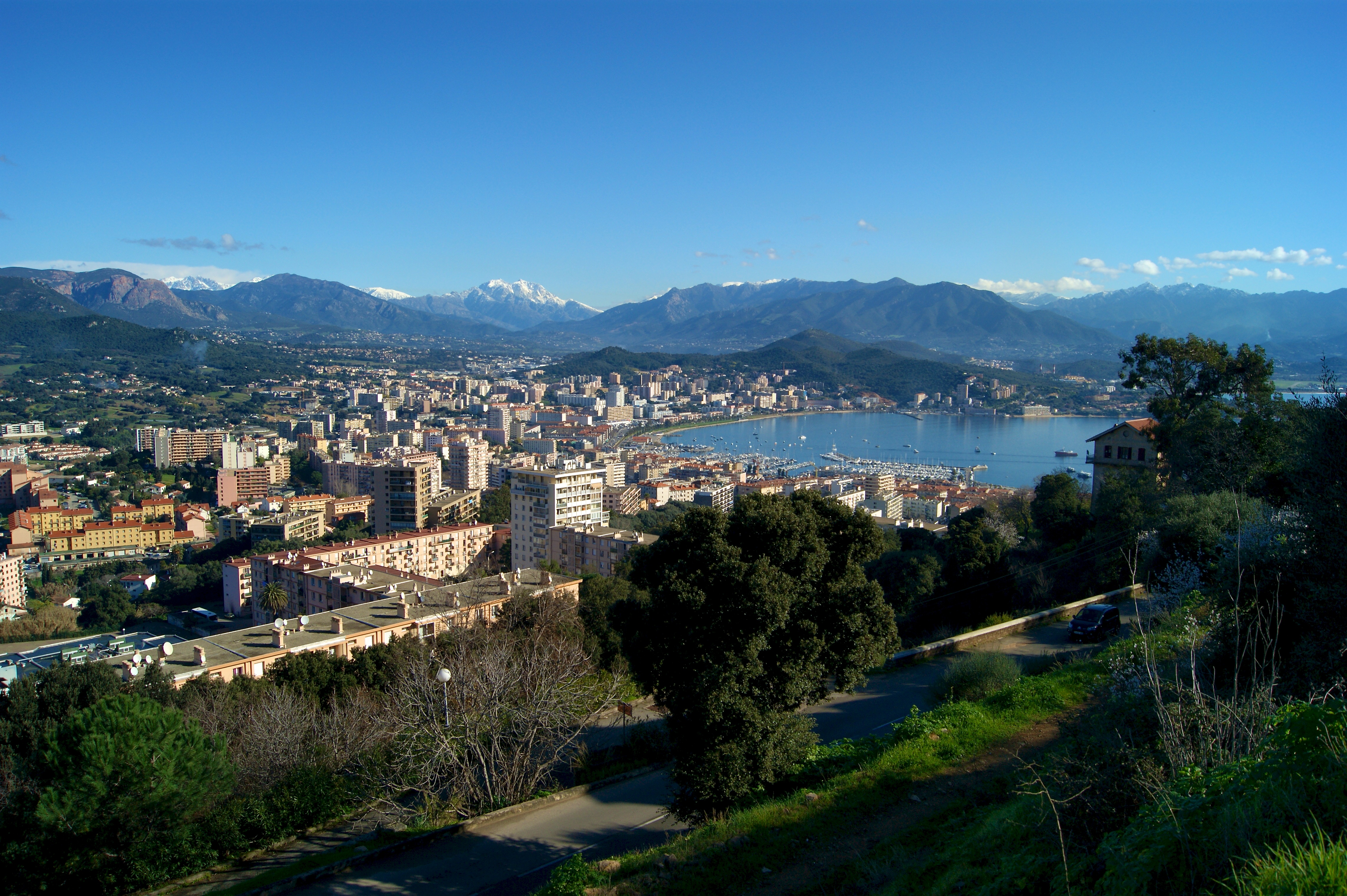
Départ et arrivée auront lieu à Ajaccio.

- distance : 1 617,8 km dont 1 130,29 km sur 30 épreuves spéciales
- surface : asphalte
- Parcours divisé en trois étapes[5]

### Première étape
- Ajaccio - Sartène - Quenza - Vivario - Bastia, le 3 mai
- 580,7 km dont 424,63 sur 11 épreuves spéciales

### Deuxième étape
- Bastia - Saint-Florent - Corte - L'Île-Rousse - Calvi, le 4 mai
- 407,85 km dont 274,52 km sur 8 épreuves spéciales

### Troisième étape
- Calvi - Évisa - Campo Dell'Oro - Aullène - Sartène - Propriano - Ajaccio, le 5 mai
- 629,25 km dont 431,14 sur 11 épreuves spéciales

## Les forces en présence
- Lancia

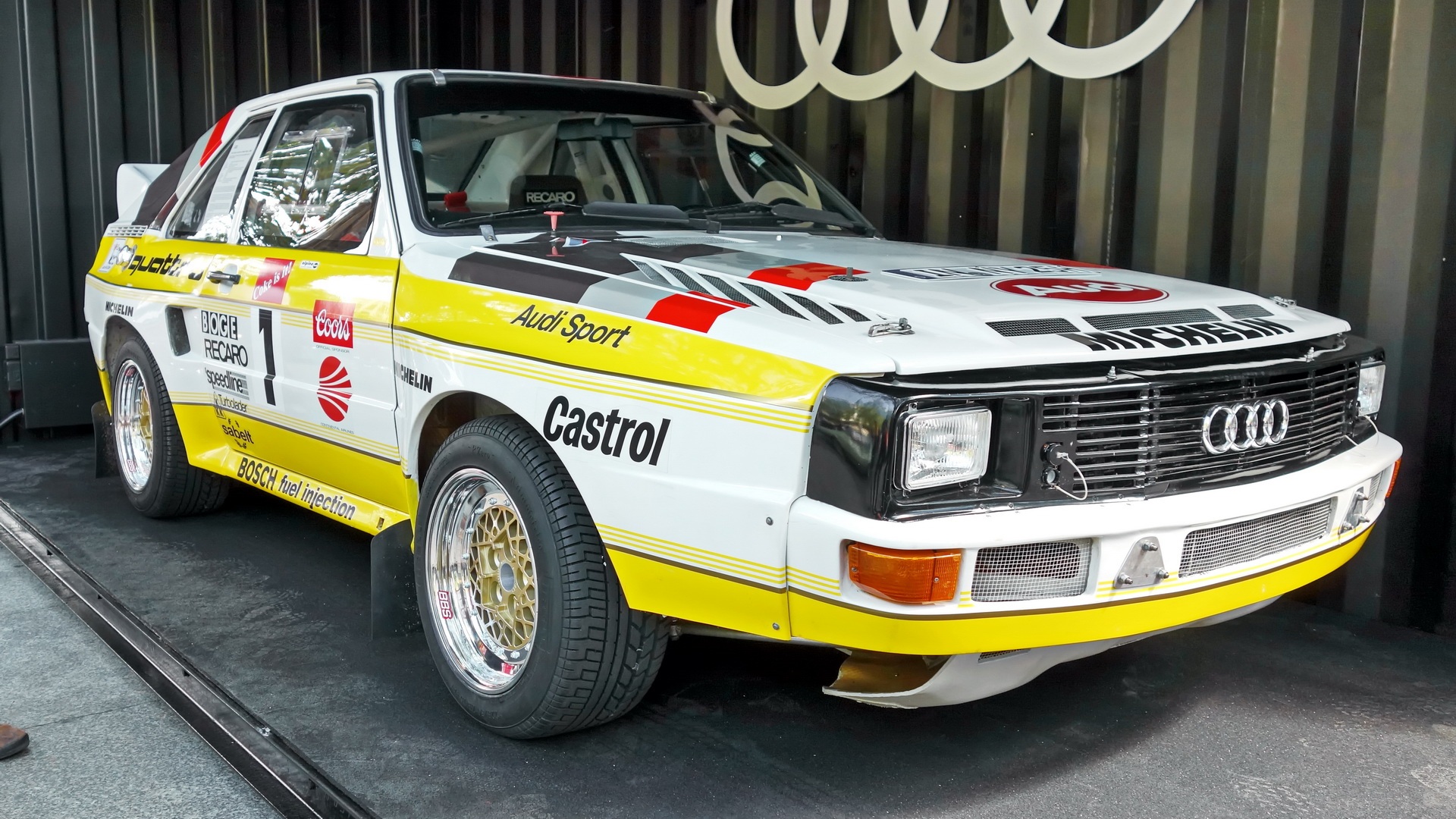
La nouvelle Audi Sport Quattro groupe B.

La Scuderia Lancia a engagé deux Rally 037 groupe B pour Markku Alén et Attilio Bettega. Elle est épaulée par le Jolly Club, avec deux modèles identiques pour Adartico Vudafieri et Massimo Biasion, tandis que la 037 de l'Écurie Chardonnet est aux mains de Jean-Claude Andruet. Ces cinq voitures ont été préparées dans les ateliers Abarth de Turin. Leur moteur central arrière a une cylindrée de 2111 cm3 ; alimenté par un système d'injection mécanique Bosch Kugelfischer associé à un compresseur volumétrique Abarth, il développe 320 à 8000 tr/min, celle-ci pouvant au besoin être portée à 330 chevaux en jouant sur la pression de suralimentation. En configuration asphalte, les 037 pèsent entre 965 et 970 kg. Elles sont chaussées de pneus Pirelli.
- Audi

Audi Sport aligne pour la première fois sa Sport Quattro groupe B, récemment homologuée et confiée pour la circonstance à Walter Röhrl. Reprenant l'architecture de la Quattro A2 (moteur cinq cylindres en position longitudinale avant, transmission  intégrale permanente avec différentiel central), le nouveau modèle est plus court (empattement réduit de trente centimètres) et plus léger que sa devancière (1030 kg contre 1070). Il dispose d'un nouveau moteur de 2110 cm3 à double arbre à cames en tête et vingt soupapes. Alimenté par un système d'injection électronique Bosch associé à un turbocompresseur KKK, il développe 425 chevaux à 7500 tr/min. Au côté de Röhrl, Stig Blomqvist dispose d'un coupé Quattro A2 groupe B (2121 cm3, simple arbre à cames en tête, dix soupapes, injection Bosch et turbo KKK, 350 chevaux à 7000 tr/min), tout comme Bernard Darniche qui court sous les couleurs de Yacco. Les Audi utilisent des pneus Michelin.
- Peugeot

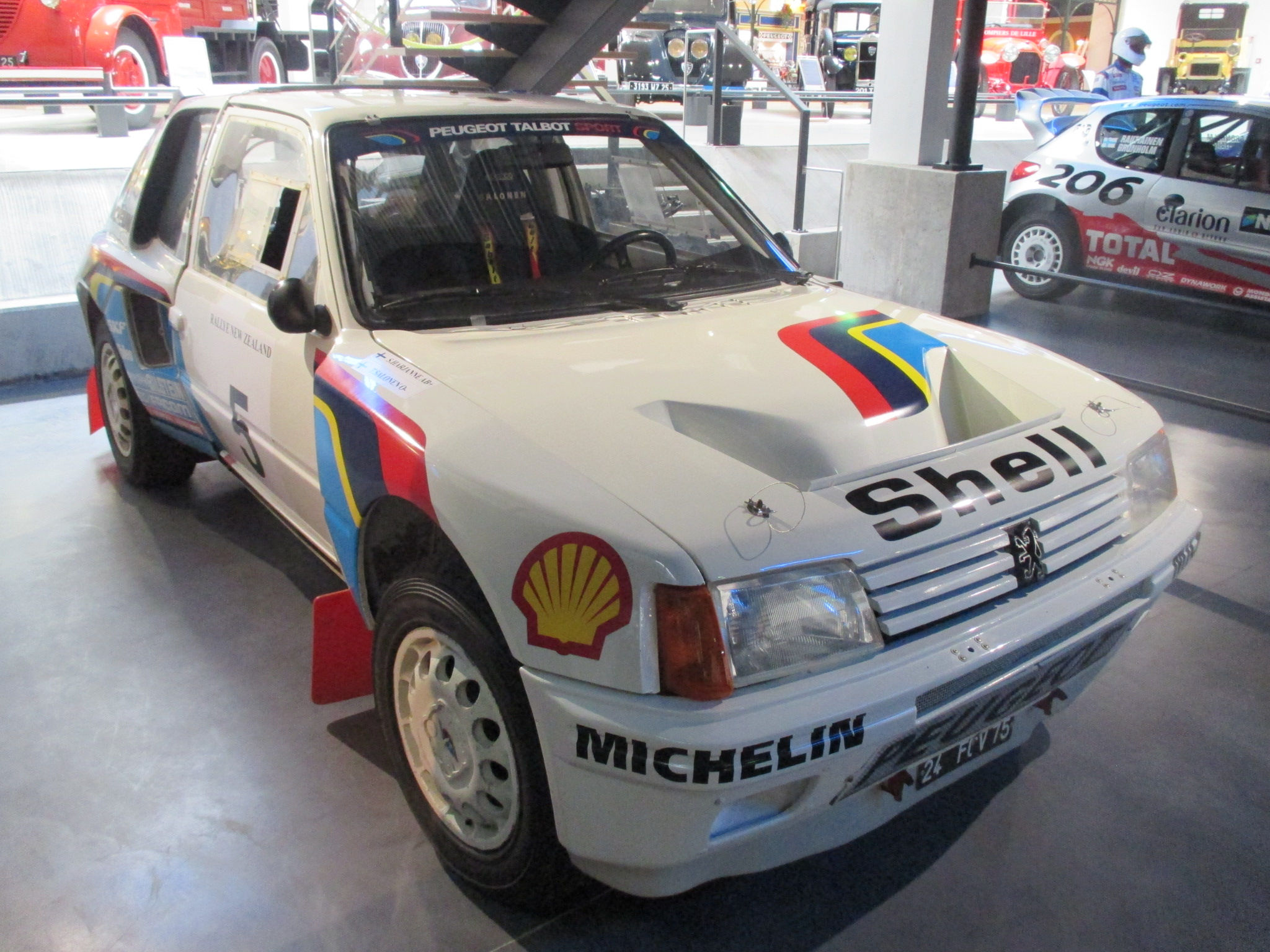
La Peugeot 205 Turbo 16 groupe B : moteur central arrière associé à une transmission intégrale, un nouveau concept en rallye.

Homologuée en groupe B en avril, la Peugeot 205 Turbo 16 effectue en Corse sa première apparition en championnat du monde, avec deux exemplaires confiés à Ari Vatanen et Jean-Pierre Nicolas. Impliqué dès le début du projet dans la mise au point de la 205 T16, Nicolas l'avait fait débuter en course en octobre 1983, lors du Trophée Jean-François Piot, à Sarlat, se classant deuxième de cette très courte épreuve, ouverte aux prototypes, derrière la Citroën Visa 1000 Pistes de Philippe Wambergue. Pour ce modèle à transmission intégrale, l'équipe technique de Peugeot-Talbot Sport a opté pour une disposition transversale arrière du moteur quatre cylindres. D'une capacité de 1775 cm3, il est doté d'une distribution à double arbre à cames en tête et quatre soupapes par cylindres.  Comme sur les Audi concurrentes, l'alimentation est régie par un système d'injection électronique Bosch associé à un turbocompresseur KKK. Avec une pression de suralimentation de 1,3 bars, la puissance maximale est de 340 chevaux à 7500 tr/min. Pesant 975 kg, les 205 sont équipées de pneus Michelin TRX.
- Renault

Renault Sport aligne une 5 Turbo 'Tour de Corse' groupe B pour Jean Ragnotti. Cette voiture à moteur central arrière pèse 935 kg. D'une cylindrée de 1397 cm3, le quatre cylindres à injection Bosch, suralimenté par turbocompresseur Garrett, développe 300 chevaux à 7000 tr/min. Bruno Saby (sous les couleurs Philips) et François Chatriot (soutenu par DIAC) pilotent des modèles identiques, tout comme Didier Auriol, engagé à titre privé. De nombreux pilotes indépendants disposent de 5 Turbo en version 260 chevaux, l'un des plus en vue étant Jean-Pierre Manzagol qui va disputer son dix-neuvième Tour de Corse. La marque française est également présente en groupe N, avec notamment les deux 11 Turbo d'Alain Oreille et Jean-Pierre Deriu. Tous utilisent des pneus Michelin.
- Opel

Opel Euro Team a préparé une seule Manta 400 groupe B, confiée à Guy Fréquelin. De conception classique, ce coupé de 980 kg est doté d'un moteur quatre cylindres de 2420 cm3 développé par Cosworth. Alimenté par deux carburateurs Weber double corps, il développe 277 chevaux à 7250 tr/min. Fréquelin utilise des pneus Michelin.
- Alfa Romeo

Yves Loubet et Bertrand Balas prennent le départ sur leurs coupés Alfetta GTV6 groupe A avec lesquels ils disputent le championnat de France. Pesant 1120 kg, ils sont motorisés par un V6 de 2492 cm3. Contrairement à Loubet qui dispose de 220 chevaux, Balas a cassé son moteur groupe A et doit se contenter d'un bloc de série (160 chevaux). Tous deux ont opté pour des pneus Pirelli.
- Volkswagen

Kalle Grundel dispose de son habituelle Golf GTI groupe A, engagée par Volkswagen Motorsport. Pesant 880 kg, elle est mue par un moteur quatre cylindres de 1781 cm3 alimenté par injection mécanique Bosch K-Jetronic développant 160 chevaux. Elle est chaussée de pneus Pirelli.

## Déroulement de la course

### Première étape

#### Ajaccio - Quenza
Les concurrents s'élancent d'Ajaccio le jeudi matin, sous un ciel menaçant. Les routes sont alors sèches et les Scuderia Lancia dominent la première épreuve spéciale, Attilio Bettega devançant ses coéquipiers Markku Alén et Massimo Biasion, devançant nettement la Renault 5 Turbo de Jean Ragnotti et la Peugeot 205 Turbo 16 d'Ari Vatanen, ce dernier ayant pris un départ très prudent. Le pilote finlandais passe à l'attaque dès le deuxième tronçon chronométré, où il réalise le meilleur temps et dépossède Alén de la troisième place, tandis que la Lancia de Jean-Claude Andruet est retardée par un problème de boîtier électronique ; le Français perd alors plus de huit minutes et dégringole de la sixième à la soixante-deuxième place du classement général. Bettega, qui a conservé la tête, va se montrer le plus rapide dans les trois épreuves suivantes, ralliant le parc fermé de Quenza avec une demi-minute d'avance sur Biasion. Alén a repris la troisième place, mais la lutte avec Vatanen reste très serrée, seulement trois secondes séparant les deux hommes, Ragnotti n'étant pas loin derrière. Étrennant la nouvelle Sport Quattro, Walter Röhrl, huitième, est le meilleur représentant d'Audi, mais la maniabilité du nouveau modèle sur asphalte est loin de répondre aux attentes du constructeur allemand. Mécontent du comportement de son Opel, Guy Fréquelin ne pointe qu'en treizième position. Seizième sur son Alfa Romeo, Yves Loubet est en tête du groupe A. Malgré des problèmes de boîte de vitesses et de tenue de route, Andruet a déjà regagné quarante-deux places.
| Pos. | Pilote               | Copilote                | Voiture                 | Groupe | Temps           | Écart         |
| ---- | -------------------- | ----------------------- | ----------------------- | ------ | --------------- | ------------- |
| 1    | Attilio Bettega      | Sergio Cresto           | Lancia Rally 037        | B      | 1 h 45 min 43 s |               |
| 2    | Massimo Biasion      | Tiziano Siviero         | Lancia Rally 037        | B      | 1 h 46 min 13 s | + 30 s        |
| 3    | Markku Alén          | Ilkka Kivimäki          | Lancia Rally 037        | B      | 1 h 47 min 02 s | + 1 min 19 s  |
| 4    | Ari Vatanen          | Terry Harryman          | Peugeot 205 Turbo 16    | B      | 1 h 47 min 05 s | + 1 min 22 s  |
| 5    | Jean Ragnotti        | Jean-Marc Andrié        | Renault 5 Turbo         | B      | 1 h 47 min 14 s | + 1 min 31 s  |
| 6    | Adartico Vudafieri   | Luigi Pirollo           | Lancia Rally 037        | B      | 1 h 47 min 21 s | + 1 min 38 s  |
| 7    | Jean-Pierre Nicolas  | Charley Pasquier        | Peugeot 205 Turbo 16    | B      | 1 h 48 min 13 s | + 2 min 30 s  |
| 8    | Walter Röhrl         | Christian Geistdörfer   | Audi Sport Quattro      | B      | 1 h 48 min 43 s | + 3 min 00 s  |
| 9    | Bruno Saby           | Jean-François Fauchille | Renault 5 Turbo         | B      | 1 h 49 min 37 s | + 3 min 54 s  |
| 10   | François Chatriot    | Michel Périn            | Renault 5 Turbo         | B      | 1 h 50 min 05 s | + 4 min 22 s  |
| 11   | Bernard Darniche     | Alain Mahé              | Audi Quattro A2         | B      | 1 h 51 min 04 s | + 5 min 21 s  |
| 12   | Stig Blomqvist       | Björn Cederberg         | Audi Quattro A2         | B      | 1 h 51 min 18 s | + 5 min 35 s  |
| 13   | Guy Fréquelin        | 'Tilber'                | Opel Manta 400          | B      | 1 h 52 min 09 s | + 6 min 26 s  |
| 14   | Jean-Pierre Manzagol | Stanislas Motte         | Renault 5 Turbo         | B      | 1 h 54 min 44 s | + 9 min 01 s  |
| 15   | Ange-Paul Franceschi | Patrick Giudicelli      | Renault 5 Turbo         | B      | 1 h 54 min 47 s | + 9 min 04 s  |
| 16   | Yves Loubet          | René Alemany            | Alfa Romeo Alfetta GTV6 | A      | 1 h 55 min 08 s | + 9 min 25 s  |
| 20   | Jean-Claude Andruet  | Martine Rick            | Lancia Rally 037        | B      | 1 h 56 min 52 s | + 11 min 09 s |

#### Quenza - Bastia
Le ciel est très chargé lorsque les concurrents repartent de Quenza. Les routes sont encore parfaitement sèches jusqu'à Vivario et Bettega accentue encore son avance, la portant à plus d'une minute. Vatanen et Ragnotti ont débordé Alén, qui va peu après effectuer un tête-à-queue, perdant une minute supplémentaire. Au départ de la spéciale de Muracciole, il commence à pleuvoir mais la chaussée n'est pas encore trop humide et les équipages montent des pneus à gomme dure pour affronter les cinquante kilomètres chronométrés. Mais après Ghisoni, la chaussée est détrempée et dans ces conditions les pilotes des voitures à deux roues motrices ont les pires difficultés à se maintenir sur la route. Tour à tour les deux hommes de tête, Bettega et Biasion, finissent par heurter un rocher et crèvent, perdant respectivement vingt et cinq minutes. Dans ces conditions, ce sont les 205 Turbo qui s'en sortent le mieux, Vatanen réalisant le meilleur temps devant son coéquipier Jean-Pierre Nicolas, tous deux s'emparant par la même occasion des deux premières places au classement général, devant Alén qui n'a commis aucune erreur et profite d'une touchette de Ragnotti pour prendre la troisième place. Andruet a parfaitement limité les dégâts dans ce secteur, se révélant sur ce terrain le plus rapide des pilotes Lancia, une performance qui lui permet de remonter en douzième position au classement général. Alors qu'il était sixième, Röhrl a été contraint à l'abandon, moteur cassé. Les trois dernières épreuves de la journée se disputent à nouveau sur route mouillée, mais les concurrents disposent désormais des pneumatiques adaptés. Vatanen conforte sa position en tête et rallie Bastia avec près de cinq minutes d'avance sur Alén, qui avait repris la deuxième place à Nicolas dans le secteur de Noceta, avant que le Français ne soit retardé par deux crevaisons, retombant à la septième place. Respectivement troisième et quatrièmes, Biasion et Ragnotti ne sont séparés que d'une demi-minute. Ils devancent la Lancia d'Adartico Vudafieri, auteur d'une belle remontée après une crevaison en milieu de journée. Sixième malgré des ennuis de freins et un moteur mal réglé, Bernard Darniche est le meilleur représentant d'Audi alors que son coéquipier Stig Blomqvist, qui découvre les routes corses, occupe la onzième place, talonné par Andruet. La lutte est extrêmement serrée en groupe A, le Suédois Kalle Grundel, quinzième au classement général sur sa Volkswagen Golf, ayant pour deux secondes pris l'avantage sur Loubet.

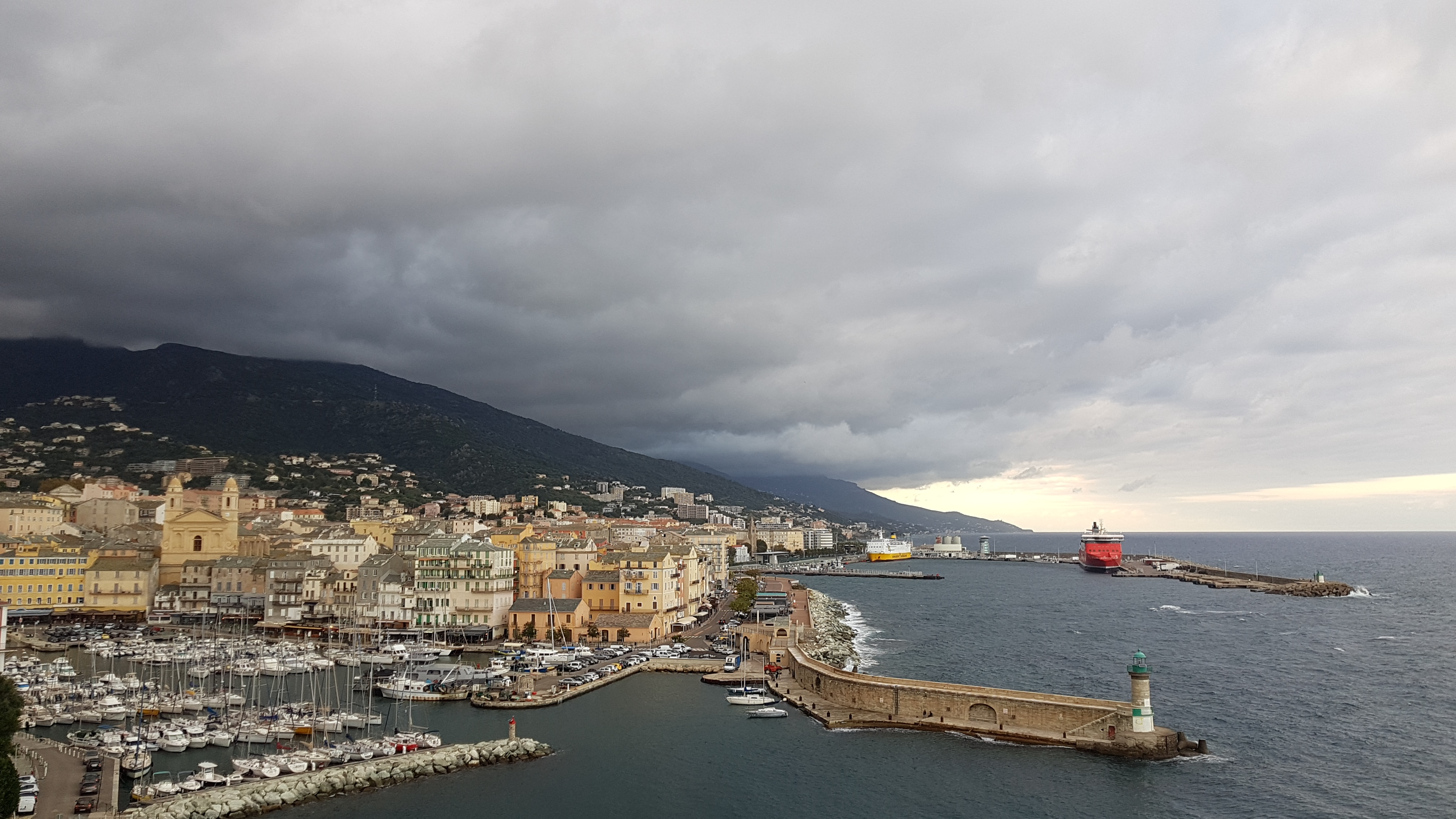
Bastia, ville arrivée de la première étape.

| Pos. | Pilote               | Copilote                | Voiture                 | Groupe | Temps           | Écart         |
| ---- | -------------------- | ----------------------- | ----------------------- | ------ | --------------- | ------------- |
| 1    | Ari Vatanen          | Terry Harryman          | Peugeot 205 Turbo 16    | B      | 4 h 51 min 53 s |               |
| 2    | Markku Alén          | Ilkka Kivimäki          | Lancia Rally 037        | B      | 4 h 56 min 41 s | + 4 min 48 s  |
| 3    | Massimo Biasion      | Tiziano Siviero         | Lancia Rally 037        | B      | 4 h 58 min 23 s | + 6 min 30 s  |
| 4    | Jean Ragnotti        | Jean-Marc Andrié        | Renault 5 Turbo         | B      | 4 h 58 min 52 s | + 6 min 59 s  |
| 5    | Adartico Vudafieri   | Luigi Pirollo           | Lancia Rally 037        | B      | 5 h 00 min 02 s | + 8 min 09 s  |
| 6    | Bernard Darniche     | Alain Mahé              | Audi Quattro A2         | B      | 5 h 03 min 11 s | + 11 min 18 s |
| 7    | Jean-Pierre Nicolas  | Charley Pasquier        | Peugeot 205 Turbo 16    | B      | 5 h 06 min 02 s | + 14 min 09 s |
| 8    | François Chatriot    | Michel Périn            | Renault 5 Turbo         | B      | 5 h 06 min 49 s | + 14 min 56 s |
| 9    | Bruno Saby           | Jean-François Fauchille | Renault 5 Turbo         | B      | 5 h 07 min 24 s | + 15 min 31 s |
| 10   | Guy Fréquelin        | 'Tilber'                | Opel Manta 400          | B      | 5 h 07 min 48 s | + 15 min 55 s |
| 11   | Stig Blomqvist       | Björn Cederberg         | Audi Quattro A2         | B      | 5 h 09 min 04 s | + 17 min 11 s |
| 12   | Jean-Claude Andruet  | Martine Rick            | Lancia Rally 037        | B      | 5 h 13 min 24 s | + 21 min 31 s |
| 13   | Attilio Bettega      | Sergio Cresto           | Lancia Rally 037        | B      | 5 h 17 min 05 s | + 25 min 12 s |
| 14   | Ange-Paul Franceschi | Patrick Giudicelli      | Renault 5 Turbo         | B      | 5 h 20 min 17 s | + 28 min 24 s |
| 15   | Kalle Grundel        | Peter Diekmann          | Volkswagen Golf GTI     | A      | 5 h 20 min 27 s | + 28 min 34 s |
| 16   | Yves Loubet          | René Alemany            | Alfa Romeo Alfetta GTV6 | A      | 5 h 20 min 29 s | + 28 min 36 s |
| 17   | Jean-Pierre Ballet   | Serge Sizes             | Porsche 911 SC          | B      | 5 h 20 min 32 s | + 28 min 39 s |
| 18   | Camille Bartoli      | Gilbert Poletti         | Renault 5 Turbo         | B      | 5 h 30 min 24 s | + 38 min 31 s |
| 19   | Jean-Claude Torre    | Patrick de la Foata     | Renault 5 Turbo         | B      | 5 h 31 min 24 s | + 39 min 31 s |
| 20   | Gilbert Casanova     | Christian Leca          | Talbot Samba Rallye     | B      | 5 h 32 min 59 s | + 41 min 06 s |

### Deuxième étape

#### Bastia - Corte
Les équipages quittent de Bastia le vendredi matin, par la route de Saint-Florent d'où sera donné le départ de la première épreuve chronométrée. Tous ont opté pour les pneus pluie, les averses éparses maintenant la chaussée humide sur la majorité du parcours. Bien que se montrant souvent le plus rapide, Alén ne parvient pas à inquiéter Vatanen, qui à San-Giuliano conserve près de quatre minutes et demie d'avance sur lui. Une crevaison dans la spéciale menant à Corte va cependant lui coûter trois minutes, réduisant l'écart entre les deux hommes de tête à moins d'une minute et demie avant le regroupement de mi-journée. Toujours troisième, Biasion a perdu du terrain sur son coéquipier ; il possède cependant une confortable avance sur Ragnotti, qui a dû composer avec une panne d'essuie-glace et des problèmes d'allumage. Beaucoup plus à l'aise que la veille, Blomqvist est remonté à la sixième place, juste derrière a Renault 5 de Bruno Saby, alors que Vudafieri, qui venait de prendre la quatrième place, a été surpris par une zone boueuse et a terminé sa course sur le toit. Piégé au même endroit, Darniche est également sorti de la route, mais a toutefois pu repartir, ayant perdu une demi-heure et de nombreuses places. Nicolas a une nouvelle fois crevé ; il a chuté en dixième position, à plus de vingt minutes de son coéquipier. Grundel a également été retardé par une crevaison, permettant à Loubet, treizième, de reprendre la tête du groupe A.

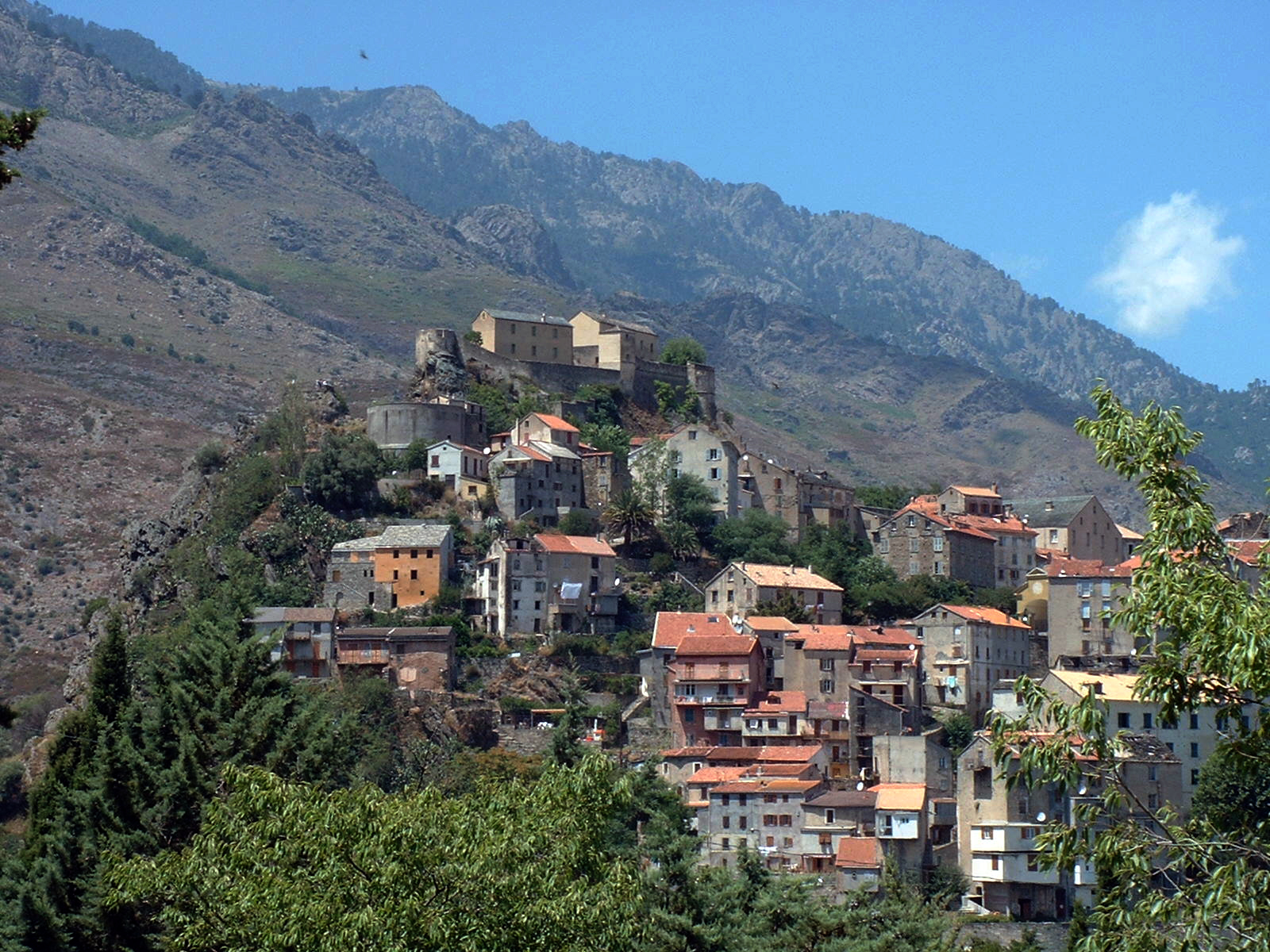
Corte, sur le parcours de la deuxième étape.

| Pos. | Pilote               | Copilote                | Voiture                 | Groupe | Temps           | Écart         |
| ---- | -------------------- | ----------------------- | ----------------------- | ------ | --------------- | ------------- |
| 1    | Ari Vatanen          | Terry Harryman          | Peugeot 205 Turbo 16    | B      | 7 h 12 min 58 s |               |
| 2    | Markku Alén          | Ilkka Kivimäki          | Lancia Rally 037        | B      | 7 h 14 min 18 s | + 1 min 20 s  |
| 3    | Massimo Biasion      | Tiziano Siviero         | Lancia Rally 037        | B      | 7 h 17 min 39 s | + 4 min 41 s  |
| 4    | Jean Ragnotti        | Jean-Marc Andrié        | Renault 5 Turbo         | B      | 7 h 20 min 40 s | + 7 min 42 s  |
| 5    | Bruno Saby           | Jean-François Fauchille | Renault 5 Turbo         | B      | 7 h 29 min 34 s | + 16 min 36 s |
| 6    | Stig Blomqvist       | Björn Cederberg         | Audi Quattro A2         | B      | 7 h 30 min 13 s | + 17 min 15 s |
| 7    | François Chatriot    | Michel Périn            | Renault 5 Turbo         | B      | 7 h 30 min 50 s | + 17 min 52 s |
| 8    | Guy Fréquelin        | 'Tilber'                | Opel Manta 400          | B      | 7 h 33 min 19 s | + 20 min 21 s |
| 9    | Jean-Claude Andruet  | Martine Rick            | Lancia Rally 037        | B      | 7 h 34 min 25 s | + 21 min 27 s |
| 10   | Jean-Pierre Nicolas  | Charley Pasquier        | Peugeot 205 Turbo 16    | B      | 7 h 35 min 12 s | + 22 min 14 s |
| 11   | Attilio Bettega      | Sergio Cresto           | Lancia Rally 037        | B      | 7 h 42 min 38 s | + 29 min 40 s |
| 12   | Ange-Paul Franceschi | Patrick Giudicelli      | Renault 5 Turbo         | B      |                 |               |
| 13   | Yves Loubet          | René Alemany            | Alfa Romeo Alfetta GTV6 | A      |                 |               |
| 14   | Gilbert Casanova     | Christian Leca          | Talbot Samba Rallye     | B      |                 |               |
| 15   | Camille Bartoli      | Gilbert Poletti         | Renault 5 Turbo         | B      |                 |               |
| 16   | Bernard Darniche     | Alain Mahé              | Audi Quattro A2         | B      |                 |               |

#### Corte - Calvi
Malgré une belle résistance, Alén ne peut empêcher Vatanen d'accroître à nouveau son avance. Toujours aux avant-postes, le pilote Peugeot rejoint le parc fermé de Calvi avec un avantage de près de deux minutes sur son compatriote. Leurs poursuivants sont désormais beaucoup trop loin pour leur contester la victoire : Biasion, toujours troisième, compte plus de six minutes de retard, Ragnotti étant deux minutes et demie plus loin. Séparés de cinq secondes, Saby et Blomqvist sont au coude à coude pour la cinquième place, à presque vingt minutes de la voiture de tête. Andruet est remonté en huitième position, derrière la Renault 5 de François Chatriot, alors que Darniche a abandonné, moteur cassé. Il ne reste plus que soixante-seize équipages en course.
| Pos. | Pilote               | Copilote                | Voiture                 | Groupe | Temps           | Écart             |
| ---- | -------------------- | ----------------------- | ----------------------- | ------ | --------------- | ----------------- |
| 1    | Ari Vatanen          | Terry Harryman          | Peugeot 205 Turbo 16    | B      | 8 h 09 min 54 s |                   |
| 2    | Markku Alén          | Ilkka Kivimäki          | Lancia Rally 037        | B      | 8 h 11 min 41 s | + 1 min 47 s      |
| 3    | Massimo Biasion      | Tiziano Siviero         | Lancia Rally 037        | B      | 8 h 15 min 57 s | + 6 min 03 s      |
| 4    | Jean Ragnotti        | Jean-Marc Andrié        | Renault 5 Turbo         | B      | 8 h 18 min 27 s | + 8 min 33 s      |
| 5    | Bruno Saby           | Jean-François Fauchille | Renault 5 Turbo         | B      | 8 h 28 min 39 s | + 18 min 45 s     |
| 6    | Stig Blomqvist       | Björn Cederberg         | Audi Quattro A2         | B      | 8 h 28 min 44 s | + 18 min 50 s     |
| 7    | François Chatriot    | Michel Périn            | Renault 5 Turbo         | B      | 8 h 31 min 23 s | + 21 min 29 s     |
| 8    | Jean-Claude Andruet  | Martine Rick            | Lancia Rally 037        | B      | 8 h 33 min 25 s | + 23 min 31 s     |
| 9    | Guy Fréquelin        | 'Tilber'                | Opel Manta 400          | B      | 8 h 33 min 43 s | + 23 min 49 s     |
| 10   | Jean-Pierre Nicolas  | Charley Pasquier        | Peugeot 205 Turbo 16    | B      | 8 h 34 min 12 s | + 24 min 18 s     |
| 11   | Attilio Bettega      | Sergio Cresto           | Lancia Rally 037        | B      | 8 h 41 min 15 s | + 31 min 21 s     |
| 12   | Ange-Paul Franceschi | Patrick Giudicelli      | Renault 5 Turbo         | B      | 8 h 55 min 19 s | + 45 min 25 s     |
| 13   | Yves Loubet          | René Alemany            | Alfa Romeo Alfetta GTV6 | A      | 8 h 56 min 59 s | + 47 min 05 s     |
| 14   | Gilbert Casanova     | Christian Leca          | Talbot Samba Rallye     | B      | 9 h 16 min 59 s | + 1 h 07 min 05 s |
| 15   | Camille Bartoli      | Gilbert Poletti         | Renault 5 Turbo         | B      | 9 h 21 min 37 s | + 1 h 11 min 43 s |
| 16   | Tycho van Dijk       | F. Jullien              | Porsche 911 SC          | B      | 9 h 24 min 52 s | + 1 h 14 min 58 s |
| 17   | Jean-Pierre Deriu    | Joël Mariani            | Renault 11 Turbo        | N      | 9 h 25 min 01 s | + 1 h 15 min 07 s |
| 18   | Bertrand Balas       | Eric Lainé              | Alfa Romeo Alfetta GTV6 | A      | 9 h 28 min 55 s | + 1 h 19 min 01 s |

### Troisième étape

#### Calvi - Campo Dell'Oro
Les concurrents repartent de Calvi le samedi, avant le lever du jour. La pluie est plus intense que la veille et de grosses flaques d'eau parsèment la route. Vatanen se fait surprendre par l'une d'elles dès la première spéciale. Roues avant bloquées au freinage, il perd le contrôle de sa 205 qui heurte un rocher, rebondit de l'autre côté de la route et plonge dans le ravin. Sa course est heureusement arrêtée par deux rochers surplombant la mer. L'équipage parvient à s'extraire de l'habitacle avant que la voiture ne prenne feu. Si son copilote Terry Harryman est seulement contusionné, Vatanen souffre d'une petite fracture de l'omoplate. Alén se retrouve en tête avec cinq minutes et demie d'avance sur Biasion, en difficulté avec ses freins qui génèrent d'importantes vibrations dans le train avant. Le pilote italien est menacé par Ragnotti, à une minute de la deuxième Lancia. Blomqvist a pris la quatrième place, quelques secondes devant Saby, tandis que Nicolas, remonté en huitième position, talonne Andruet. Dans le difficile secteur entre le Fango et Ota, Ragnotti se montre le plus rapide et revient à treize secondes de Biasion, tandis que Saby reprend la quatrième place à Blomqvist, et que Nicolas est maintenant septième, sur les talons de Chatriot. Biasion reprend un peu de champ dans l'épreuve suivante, entre Saint-Roch et Vero, au cours de laquelle Saby sort de la route et abandonne. En tête, Alén se contente de gérer sa confortable avance. Au regroupement de Campo Dell'Oro, plus de six minutes le séparent de son coéquipier Biasion, duquel Ragnotti s'est rapproché à seulement seize secondes en fin de matinée. Quatrième, Blomqvist est à près de vingt minutes, devant Nicolas revenu à deux minutes et demie de la dernière Audi en course. Malgré une Lancia au comportement capricieux, Andruet est sixième, étant parvenu à dépasser Chatriot. 

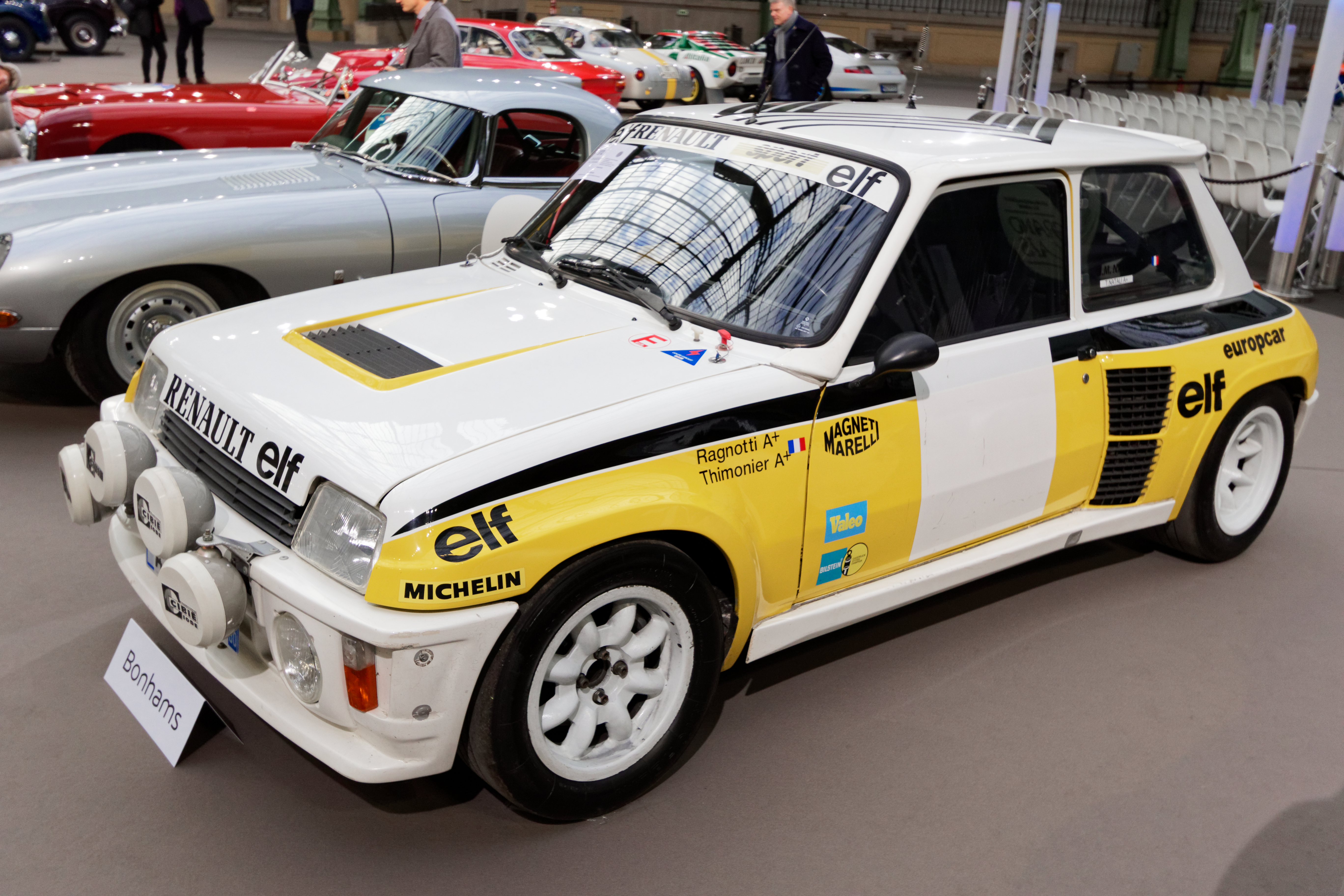
Une Renault 5 Turbo semblable à celle de Jean Ragnotti. Au regroupement de Campo Dell'Oro, le pilote français ne compte plus que seize secondes de retard sur Biasion, deuxième.

| Pos. | Pilote              | Copilote         | Voiture                 | Groupe | Temps            | Écart         |
| ---- | ------------------- | ---------------- | ----------------------- | ------ | ---------------- | ------------- |
| 1    | Markku Alén         | Ilkka Kivimäki   | Lancia Rally 037        | B      | 10 h 30 min 19 s |               |
| 2    | Massimo Biasion     | Tiziano Siviero  | Lancia Rally 037        | B      | 10 h 36 min 38 s | + 6 min 19 s  |
| 3    | Jean Ragnotti       | Jean-Marc Andrié | Renault 5 Turbo         | B      | 10 h 36 min 54 s | + 6 min 35 s  |
| 4    | Stig Blomqvist      | Björn Cederberg  | Audi Quattro A2         | B      | 10 h 49 min 51 s | + 19 min 32 s |
| 5    | Jean-Pierre Nicolas | Charley Pasquier | Peugeot 205 Turbo 16    | B      | 10 h 52 min 37 s | + 22 min 18 s |
| 6    | Jean-Claude Andruet | Martine Rick     | Lancia Rally 037        | B      | 10 h 54 min 29 s | + 24 min 10 s |
| 7    | François Chatriot   | Michel Périn     | Renault 5 Turbo         | B      | 10 h 56 min 16 s | + 25 min 57 s |
| 8    | Attilio Bettega     | Sergio Cresto    | Lancia Rally 037        | B      | 10 h 59 min 10 s | + 28 min 51 s |
| 9    | Guy Fréquelin       | 'Tilber'         | Opel Manta 400          | B      | 11 h 00 min 40 s | + 30 min 21 s |
| 10   | Yves Loubet         | René Alemany     | Alfa Romeo Alfetta GTV6 | A      | 11 h 28 min 31 s | + 58 min 12 s |

#### Campo Dell'Oro - Ajaccio
Alén étant, sauf incident, assuré de la victoire, l'intérêt de la course repose principalement sur la lutte pour la position de dauphin, entre Biasion et Ragnotti, ainsi que sur la remontée de Nicolas qui vise la quatrième place alors détenue par Blomqvist. À Moca, Ragnotti a comblé son retard sur l'Italien, les deux pilotes se trouvant à égalité, six minutes et demie derrière Alén, tandis que Nicolas, qui vient de réaliser le meilleur temps, a repris seize secondes à Blomqvist. Dans les deux secteurs suivants, Ragnotti se montre le plus rapide et prend vingt-quatre secondes d'avance sur Biasion, tandis que Blomqvist, au prix d'une belle attaque, parvient à maintenir l'écart sur Nicolas.  Ragnotti et Biasion font jeu égal dans l'épreuve suivante, mais peu avant Agosta le pilote Renault, qui a malencontreusement opté pour des pneus 'pluie', effectue un tête-à queue, perdant une quarantaine de secondes sur son adversaire qui récupère la deuxième place, tandis que Nicolas s'est rapproché à une minute de Blomqvist. Biasion conforte sa position en se montrant le plus rapide dans la plaine de Peri, alors que Ragnotti décide sagement d'assurer sa troisième position. Si les trois premières places sont jouées, la dernière épreuve chronométrée, longue de plus de quatre-vingts kilomètres, va être déterminante pour départager Blomqvist et Nicolas, le Français étant revenu à trente-trois secondes du Suédois. Réalisant le meilleur temps dans ce dernier tronçon, Nicolas reprend plus d'une minute et demie à son adversaire et rallie l'arrivée en quatrième position derrière les deux Lancia d'Alén et Biasion, une nouvelles fois triomphatrices en Corse, et la Renault 5 de Ragnotti. Malchanceux sur ce rallye, Andruet doit se contenter de la sixième place, entre Blomqvist et Bettega, auteur d'une belle remontée au cours de cette dernière journée. Dixième derrière Chatriot et Fréquelin, Loubet s'impose nettement en groupe A. Seulement soixante voitures ont atteint l'arrivée.

### Classements intermédiaires
Classements intermédiaires des pilotes après chaque épreuve spéciale

### Classement général

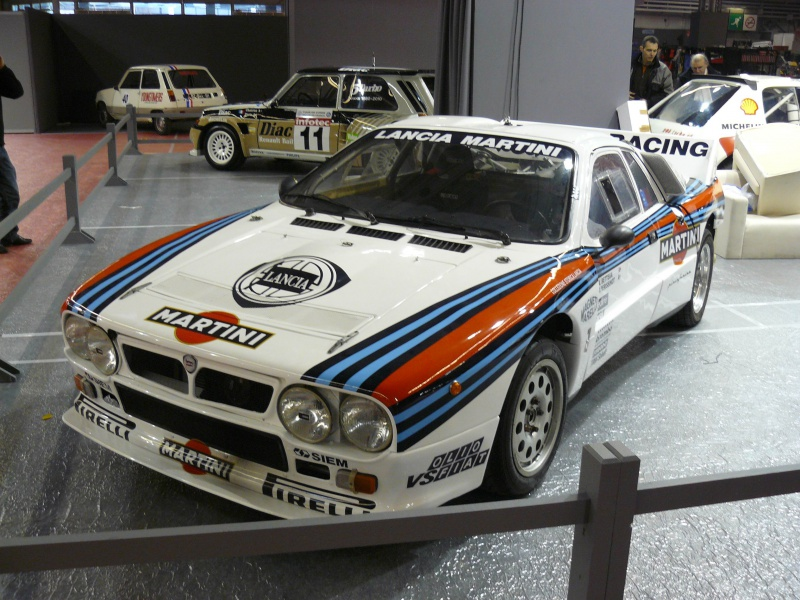
La Lancia Rally 037 s'est une nouvelle fois imposée en Corse.

| Pos | No | Pilote              | Copilote         | Voiture                 | Temps            | Écart             | Groupe |
| --- | -- | ------------------- | ---------------- | ----------------------- | ---------------- | ----------------- | ------ |
| 1   | 5  | Markku Alén         | Ilkka Kivimäki   | Lancia Rally 037        | 13 h 24 min 56 s |                   | B      |
| 2   | 9  | Massimo Biasion     | Tiziano Siviero  | Lancia Rally 037        | 13 h 29 min 11 s | + 4 min 15 s      | B      |
| 3   | 10 | Jean Ragnotti       | Jean-Marc Andrié | Renault 5 Turbo         | 13 h 33 min 16 s | + 8 min 20 s      | B      |
| 4   | 12 | Jean-Pierre Nicolas | Charley Pasquier | Peugeot 205 Turbo 16    | 13 h 44 min 50 s | + 19 min 54 s     | B      |
| 5   | 6  | Stig Blomqvist      | Björn Cederberg  | Audi Quattro A2         | 13 h 45 min 55 s | + 20 min 59 s     | B      |
| 6   | 11 | Jean-Claude Andruet | Martine Rick     | Lancia Rally 037        | 13 h 48 min 07 s | + 23 min 11 s     | B      |
| 7   | 1  | Attilio Bettega     | Sergio Cresto    | Lancia Rally 037        | 13 h 55 min 40 s | + 30 min 44 s     | B      |
| 8   | 15 | François Chatriot   | Michel Périn     | Renault 5 Turbo         | 13 h 57 min 25 s | + 32 min 29 s     | B      |
| 9   | 3  | Guy Fréquelin       | 'Tilber'         | Opel Manta 400          | 14 h 08 min 53 s | + 43 min 57 s     | B      |
| 10  | 19 | Yves Loubet         | René Alemany     | Alfa Romeo Alfetta GTV6 | 14 h 48 min 11 s | + 1 h 23 min 15 s | A      |

### Équipages de tête
- ES1 à ES7 :  Attilio Bettega -  Sergio Cresto (Lancia Rally 037)
- ES8 à ES19 :  Ari Vatanen -  Terry Harryman (Peugeot 205 Turbo 16)
- ES20 à ES30 :  Markku Alén -  Ilkka Kivimäki (Lancia Rally 037)

### Vainqueurs d'épreuves spéciales
- Attilio Bettega -  Sergio Cresto (Lancia Rally 037) : 12 spéciales (ES 1, 3 à 7, 20, 22, 23, 25, 27, 28)
- Ari Vatanen -  Terry Harryman (Peugeot 205 Turbo 16) : 7 spéciales (ES 2, 8, 10, 11, 14, 17, 18)
- Markku Alén -  Ilkka Kivimäki (Lancia Rally 037) : 5 spéciales (ES 12, 13, 15, 16, 19)
- Jean Ragnotti -  Jean-Marc Andrié (Renault 5 Turbo) : 3 spéciales (ES 21, 25, 26)
- Jean-Pierre Nicolas -  Charley Pasquier (Peugeot 205 Turbo 16) : 2 spéciales (ES 24, 30)
- Adartico Vudafieri -  Luigi Pirollo (Lancia Rally 037) : 1 spéciale (ES 9)
- Massimo Biasion -  Tiziano Siviero (Lancia Rally 037) : 1 spéciale (ES 29)

## Résultats des principaux engagés
| No  | Pilote               | Copilote                | Voiture                 | Groupe | Classement général                           | Class. groupe |
| --- | -------------------- | ----------------------- | ----------------------- | ------ | -------------------------------------------- | ------------- |
| 1   | Attilio Bettega      | Sergio Cresto           | Lancia Rally 037        | B      | 7e à 30 min 44 s                             | 7e            |
| 2   | Walter Röhrl         | Christian Geistdörfer   | Audi Sport Quattro      | B      | ab. dans la 8e spéciale (moteur)             | -             |
| 3   | Guy Fréquelin        | 'Tilber'                | Opel Manta 400          | B      | 9e à 43 min 57 s                             | 9e            |
| 4   | Ari Vatanen          | Terry Harryman          | Peugeot 205 Turbo 16    | B      | ab. dans la 20e spéciale (sortie de route)   | -             |
| 5   | Markku Alén          | Ilkka Kivimäki          | Lancia Rally 037        | B      | 1er                                          | 1er           |
| 6   | Stig Blomqvist       | Björn Cederberg         | Audi Quattro A2         | B      | 5e à 20 min 59 s                             | 5e            |
| 7   | Adartico Vudafieri   | Luigi Pirollo           | Lancia Rally 037        | B      | ab. dans la 16e spéciale (sortie de route)   | -             |
| 8   | Bernard Darniche     | Alain Mahé              | Audi Quattro A2         | B      | ab. dans la 18e spéciale (bielle)            | -             |
| 9   | Massimo Biasion      | Tiziano Siviero         | Lancia Rally 037        | B      | 2e à 4 min 15 s                              | 2e            |
| 10  | Jean Ragnotti        | Jean-Marc Andrié        | Renault 5 Turbo         | B      | 3e à 8 min 20 s                              | 3e            |
| 11  | Jean-Claude Andruet  | Martine Rick            | Lancia Rally 037        | B      | 6e à 23 min 11 s                             | 6e            |
| 12  | Jean-Pierre Nicolas  | Charley Pasquier        | Peugeot 205 Turbo 16    | B      | 4e à 19 min 54 s                             | 4e            |
| 15  | François Chatriot    | Michel Périn            | Renault 5 Turbo         | B      | 8e à 32 min 29 s                             | 8e            |
| 16  | Bruno Saby           | Jean-François Fauchille | Renault 5 Turbo         | B      | ab. dans la 22e spéciale (sortie de route)   | -             |
| 17  | Kalle Grundel        | Peter Diekmann          | Volkswagen Golf GTI     | A      | 13e à 1 h 49 min 07 s                        | 2e            |
| 19  | Yves Loubet          | René Alemany            | Alfa Romeo Alfetta GTV6 | A      | 10e à 1 h 23 min 15 s                        | 1er           |
| 20  | Bertrand Balas       | Eric Lainé              | Alfa Romeo Alfetta GTV6 | A      | 18e à 1 h 23 min 15 s                        | 3e            |
| 21  | Jean-Pierre Ballet   | Serge Sizes             | Porsche 911 SC          | B      | ab. dans la 13e spéciale (boîte de vitesses) | -             |
| 23  | Tycho van Dijk       | F. Jullien              | Porsche 911 SC          | B      | 14e à 1 h 50 min 02 s                        | 12e           |
| 24  | Christian Gardavot   | Rémy Levivier           | Porsche 911 SC          | B      | ab. dans la 10e spéciale (moteur)            | -             |
| 29  | Jean-Pierre Manzagol | Stanislas Motte         | Renault 5 Turbo         | B      | ab. dans la 7e spéciale (pompe à essence)    | -             |
| 32  | Didier Auriol        | Bernard Occelli         | Renault 5 Turbo         | B      | ab. dans la 4e spéciale (turbo)              | -             |
| 34  | Ange-Paul Franceschi | Patrick Giudicelli      | Renault 5 Turbo         | B      | ab. dans la 22e spéciale (sortie de route)   | -             |
| 37  | Olivier Tabatoni     | Bernard Martin-Dondoz   | Citroën Visa Trophée    | B      | ab. dans la 6e spéciale (boîte de vitesses)  | -             |
| 38  | Camille Bartoli      | Gilbert Poletti         | Renault 5 Turbo         | B      | 15e à 1 h 55 min 25 s                        | 13e           |
| 39  | Jean-Claude Torre    | Patrick de la Foata     | Renault 5 Turbo         | B      | ab. dans la 2e étape                         | -             |
| 59  | Gilbert Casanova     | Christian Leca          | Talbot Samba Rallye     | B      | 11e à 1 h 38 min 04 s                        | 10e           |
| 60  | Philippe Kruger      | Gérard Caizergues       | Talbot Samba Rallye     | B      | 12e à 1 h 48 min 34 s                        | 11e           |
| 119 | Alain Oreille        | Sylvie Oreille          | Renault 11 Turbo        | N      | 21e à 2 h 36 min 51 s                        | 2e            |
| 121 | Jean-Pierre Deriu    | Joël Mariani            | Renault 11 Turbo        | N      | 17e à 2 h 04 min 34 s                        | 1er           |

## Classements des championnats à l'issue de la course

### Constructeurs
- Attribution des points : 10, 9, 8, 7, 6, 5, 4, 3, 2, 1 respectivement aux dix premières marques de chaque épreuve, additionnés de 8, 7, 6, 5, 4, 3, 2, 1 respectivement aux huit premières de chaque groupe (seule la voiture la mieux classée de chaque constructeur marque des points). Les points de groupe ne sont attribués qu'aux concurrents ayant terminé dans les dix premiers au classement général[3].

- Seuls les sept meilleurs résultats (sur dix épreuves) sont retenus pour le décompte final des points.

| Pos. | Marque     | Points | M-C  | POR  | SAF  | COR  | ACR | NZ | ARG | FIN | SAN | RAC |
| ---- | ---------- | ------ | ---- | ---- | ---- | ---- | --- | -- | --- | --- | --- | --- |
| 1    | Audi       | 60     | 10+8 | 10+8 | 8+6  | 6+4  |     |    |     |     |     |     |
| 2    | Lancia     | 56     | 6+4  | 9+7  | 7+5  | 10+8 |     |    |     |     |     |     |
| 3    | Renault    | 36     | 7+5  | 6+4  | -    | 8+6  |     |    |     |     |     |     |
| 4    | Toyota     | 28     | -    | 3+7  | 10+8 | -    |     |    |     |     |     |     |
| 5    | Volkswagen | 21     | 2+7  | 4+8  | -    | -    |     |    |     |     |     |     |
| 6    | Opel       | 18     | -    | -    | 9+7  | 2+0  |     |    |     |     |     |     |
| 7    | Peugeot    | 12     | -    | -    | -    | 7+5  |     |    |     |     |     |     |
| 7=   | Nissan     | 12     | 1+1  | -    | 6+4  | -    |     |    |     |     |     |     |
| 9    | Alfa Romeo | 9      | -    | -    | -    | 1+8  |     |    |     |     |     |     |
| 10   | Citroën    | 4      | -    | 2+2  | -    | -    |     |    |     |     |     |     |
| 11   | Vauxhall   | 2      | -    | 1+1  | -    | -    |     |    |     |     |     |     |

### Pilotes
- Attribution des points : 20, 15, 12, 10, 8, 6, 4, 3, 2, 1 respectivement aux dix premiers de chaque épreuve.
- Seuls les sept meilleurs résultats (sur douze épreuves) sont retenus pour le décompte final des points.

| Pos. | Pilote              | Marque     | Points | M-C | SUE | POR | SAF | COR | ACR | NZ | ARG | FIN | SAN | CIV | RAC |
| ---- | ------------------- | ---------- | ------ | --- | --- | --- | --- | --- | --- | -- | --- | --- | --- | --- | --- |
| 1    | Markku Alén         | Lancia     | 48     | 3   | -   | 15  | 10  | 20  |     |    |     |     |     |     |     |
| 2    | Hannu Mikkola       | Audi       | 44     | 12  | -   | 20  | 12  | -   |     |    |     |     |     |     |     |
| 3    | Stig Blomqvist      | Audi       | 43     | 15  | 20  | -   | -   | 8   |     |    |     |     |     |     |     |
| 4    | Massimo Biasion     | Lancia     | 31     | 6   | -   | 10  | -   | 15  |     |    |     |     |     |     |     |
| 5    | Walter Röhrl        | Audi       | 26     | 20  | -   | 6   | -   | -   |     |    |     |     |     |     |     |
| 6    | Attilio Bettega     | Lancia     | 24     | 8   | -   | 12  | -   | 4   |     |    |     |     |     |     |     |
| 7    | Björn Waldegård     | Toyota     | 20     | -   | -   | -   | 20  | -   |     |    |     |     |     |     |     |
| 7=   | Jean Ragnotti       | Renault    | 20     | -   | -   | 8   | -   | 12  |     |    |     |     |     |     |     |
| 9    | Michèle Mouton      | Audi       | 15     | -   | 15  | -   | -   | -   |     |    |     |     |     |     |     |
| 9=   | Rauno Aaltonen      | Opel       | 15     | -   | -   | -   | 15  | -   |     |    |     |     |     |     |     |
| 11   | Per Eklund          | Audi       | 12     | -   | 12  | -   | -   | -   |     |    |     |     |     |     |     |
| 12   | Jean-Luc Thérier    | Renault    | 10     | 10  | -   | -   | -   | -   |     |    |     |     |     |     |     |
| 12=  | Mats Jonsson        | Opel       | 10     | -   | 10  | -   | -   | -   |     |    |     |     |     |     |     |
| 12=  | Jean-Pierre Nicolas | Peugeot    | 10     | -   | -   | -   | -   | 10  |     |    |     |     |     |     |     |
| 15   | Lars-Erik Torph     | Opel       | 8      | -   | 8   | -   | -   | -   |     |    |     |     |     |     |     |
| 15=  | Shekhar Mehta       | Nissan     | 8      | -   | -   | -   | 8   | -   |     |    |     |     |     |     |     |
| 17   | Björn Johansson     | Opel       | 6      | -   | 6   | -   | -   | -   |     |    |     |     |     |     |     |
| 17=  | Vic Preston Jr      | Lancia     | 6      | -   | -   | -   | 6   | -   |     |    |     |     |     |     |     |
| 17=  | Jean-Claude Andruet | Lancia     | 6      | -   | -   | -   | -   | 6   |     |    |     |     |     |     |     |
| 17=  | Kalle Grundel       | Volkswagen | 6      | 2   | -   | 4   | -   | -   |     |    |     |     |     |     |     |